# Bryce Dallas Howard
Bryce Dallas Howard, født 2. marts 1981 i Los Angeles, USA er en amerikansk skuespillerinde. Hun er datter af skuespilleren og filminstruktøren Ron Howard.
Hun har været gift med skuespilleren Seth Gabel siden 2006, parret har to børn sammen. Sønnen Theodore Norman Howard Gabel født i 2007,  og datteren Beatrice Jean Howard Gabel født i 2012.

## Filmografi
| År   | Film                           | Rolle                   | Noter og priser         |
| ---- | ------------------------------ | ----------------------- | ----------------------- |
| 2000 | Grinchen                       | Surprised Who           |                         |
| 2004 | The Village                    | Ivy Walker              |                         |
| 2004 | Book of Love                   | Heather                 |                         |
| 2005 | Manderlay                      | Grace Margaret Mulligan |                         |
| 2006 | As You Like It                 | Rosalind                | Golden Globe Nominering |
| 2006 | Lady in the Water              | Story                   |                         |
| 2007 | Spider-Man 3                   | Gwen Stacy              |                         |
| 2008 | The Loss of a Teardrop Diamond | Fisher Willow           |                         |
| 2009 | Terminator Salvation           | Kate Connor             |                         |
| 2010 | Twilight Eclipse               | Victoria                |                         |
| 2011 | Spider-Man 4                   | Gwen Stacy              |                         |
| 2019 | Rocketman                      |                         |                         |